# كيرستي ألسوب
كيرستي ماري ألسوب (بالإنجليزية: Kirstie Allsopp)‏ (من مواليد 31 آب/ أغسطس 1971) هي مقدمة برامج تلفزيونية بريطانية، تشتهر بالمشاركة في عرض البرامج الخاصة بالقناة الرابعة الربيطانية.
كما قدمت أيضًا سلسلة الممتلكات، وبيت كيرستي، وكيريستيد بريديت بريدي، وكيريست بيست أوف ذا وورلدز، وكذلك القناة الرابعة البريطانية.

## خلفية
كيرستي هي ابنة تشارلز هنري ألسوب الرئيس السابق لـ كريستيز وزوجته فيونا فيكتوريا جان اثيرلي ماكجوان لديها أخ أصغر منها يدعى هنري، وشقيقتان صغيرتان، صوفي وناتاشا. المصممة وسيدة الأعمال كاث كيدستون هي ابنة عمها.
من المدارس العشر التي درست فيها في طفولتها سانت كلوتيلد في ليخليد، وجلوسيسترشاير وباداليس بالقرب من بيترسفيلد، وهامبشاير. بعد قضاء بعض الوقت في تدريس اللغة الإنجليزية في الهند، عادت إلى المملكة المتحدة وبدأت سلسلة من الوظائف، عملت في مجلة "Country Living and Food & Homes" ومبيعات والدتها "Hindlip & Prentice Interiors". أقامت شركة ألعسوب في عام 1996 مع التركيز على عمليات الشراء في وسط وغرب لندن.
في عامي 2008 و 2009 انتشر خبر أنه تم دعوة كيرستي لتكون مستشارًا لحزب المحافظين في مسائل الإسكان، ولكنها نفت ذلك. في أغسطس 2014، كانت واحدة من 200 شخصية عامة وقعت على خطاب الغارديان الذي يعارض الاستقلال الاسكتلندي في الفترة التي سبقت استفتاء سبتمبر على هذا الموضوع.

## حياتها الشخصية
شريكها هو مطور العقارات بن أندرسن، ولديهما ولدين ولدا في عامي 2006 و 2008. وهي أيضا زوجة الأب لطفلها (هال واوريون) من علاقة سابقة. ويعيشون في لندن.
في عام 2009، قاموا بشراء واستعادة منزل في ريف ديفون يدعى ميدوجيت، والذي كان فارغًا لمدة 39 عامًا. كانت عملية الترميم والديكور الداخلي موضوعًا لمسلسل "Kirstie's Homemade Home". أعدت لبرنامجها «عيد ميلاد محلي الصنع لكيرستي» تبين فيه كيفية الحصول على عيد ميلاد باستخدام المنتجات المستعملة والمحلية الصنع مثل اكاليل من المواد الموجودة في الخشب. في عام 2010، قيل أنها أحد أنصار حزب المحافظين. على أخبار القناة الرابعة البريطانية يوم 9 يونيو 2017.
في عام 2014 كشفت كيرستي لصحيفة "The Times" أن والدتها التي توفيت في 6 يناير / كانون الثاني بعمر 66 سنة من سرطان الثدي دفنت بناء على طلبها الخاص في تابوت خيزران في حديقة منزلها.

## العنوان والأساليب
- كيرستي ماري ألسوب (31 أغسطس 1971 - 19 ديسمبر 1993)
- المحامية كيرستي ماري ألسوب   (19 ديسمبر 1993 - للآن)

## وصلات خارجية
- كيرستي ألسوب على موقع IMDb (الإنجليزية)
- كيرستي ألسوب على موقع قاعدة بيانات الفيلم (الإنجليزية)
- Kirstie Allsopp's biography at Channel4.com